# Pour un chien
Pour un chien (ou Concerto pour un chien) est une nouvelle de Jules Roy publiée en 1979 aux éditions Grasset. Le livre est dédié à François Nourissier.

## Résumé
L'histoire vraie d'adoption et d'abandon d'un doberman mâle du nom de Lust par l'auteur et sa compagne de l'époque Iva. Dans le récit de l'adversité aboutissant à la séparation - à contrecœur -, se glisse la méditation sur le phénomène de l'animal - chien et homme.

## Éditions
- Pour un chien, éditions Grasset & Fasquelle, 1979.